# Tigriagrion aurantinigrum
Tigriagrion aurantinigrum är en trollsländeart som beskrevs av Philip Powell Calvert 1909. Tigriagrion aurantinigrum ingår i släktet Tigriagrion och familjen dammflicksländor. Inga underarter finns listade i Catalogue of Life.